# Stefan Sodat (Politiker)
Stefan Sodat (* 20. Dezember 1907, Aifersdorf, Gemeinde Paternion; † 30. Jänner 1988, ebenda) war ein österreichischer Politiker (ÖVP) und Bauernbundfunktionär aus Paternion.
Sodat war von 1956 bis 1959 Ersatzmann für Josef Salcher im Österreichischen Bundesrat während der VIII. Gesetzgebungsperiode des Nationalrats. Von 1960 bis 1964 war er Landesobmann des Kärntner Bauernbundes.